# Iida Yoshitake
Iida Yoshitake est un nom japonais traditionnel ; le nom de famille (ou le nom d'école), Iida, précède donc le prénom (ou le nom d'artiste).
Iida Yoshitake (飯田義武) (décédé en 1592), est un vassal notable du clan Mōri de la province d'Aki à l'époque Sengoku de l'histoire du Japon. Yoshitake et Kodama Narikata sont tous deux commandants de la flotte des Mōri. Au cours de la bataille de Miyajima en 1555, Yoshitake participe au transport de la principale force d'attaque des Mōri sur l'île de Miyajima. Yoshitake prend également part à de nombreuses batailles le long des côtes de Buzen et Chikuzen.

## Source de la traduction
- (en) Cet article est partiellement ou en totalité issu de l’article de Wikipédia en anglais intitulé « Iida Yoshitake » (voir la liste des auteurs).  1. ↑  (ja) 川村一彦, 天神山城の戦い, 歴史研究会 (lire en ligne)